# Schaueria calycotricha
Schaueria calycotricha är en akantusväxtart som först beskrevs av Heinrich Friedrich Link och Otto, och fick sitt nu gällande namn av Christian Gottfried Daniel Nees von Esenbeck. Schaueria calycotricha ingår i släktet Schaueria och familjen akantusväxter. Inga underarter finns listade i Catalogue of Life.

## Bildgalleri

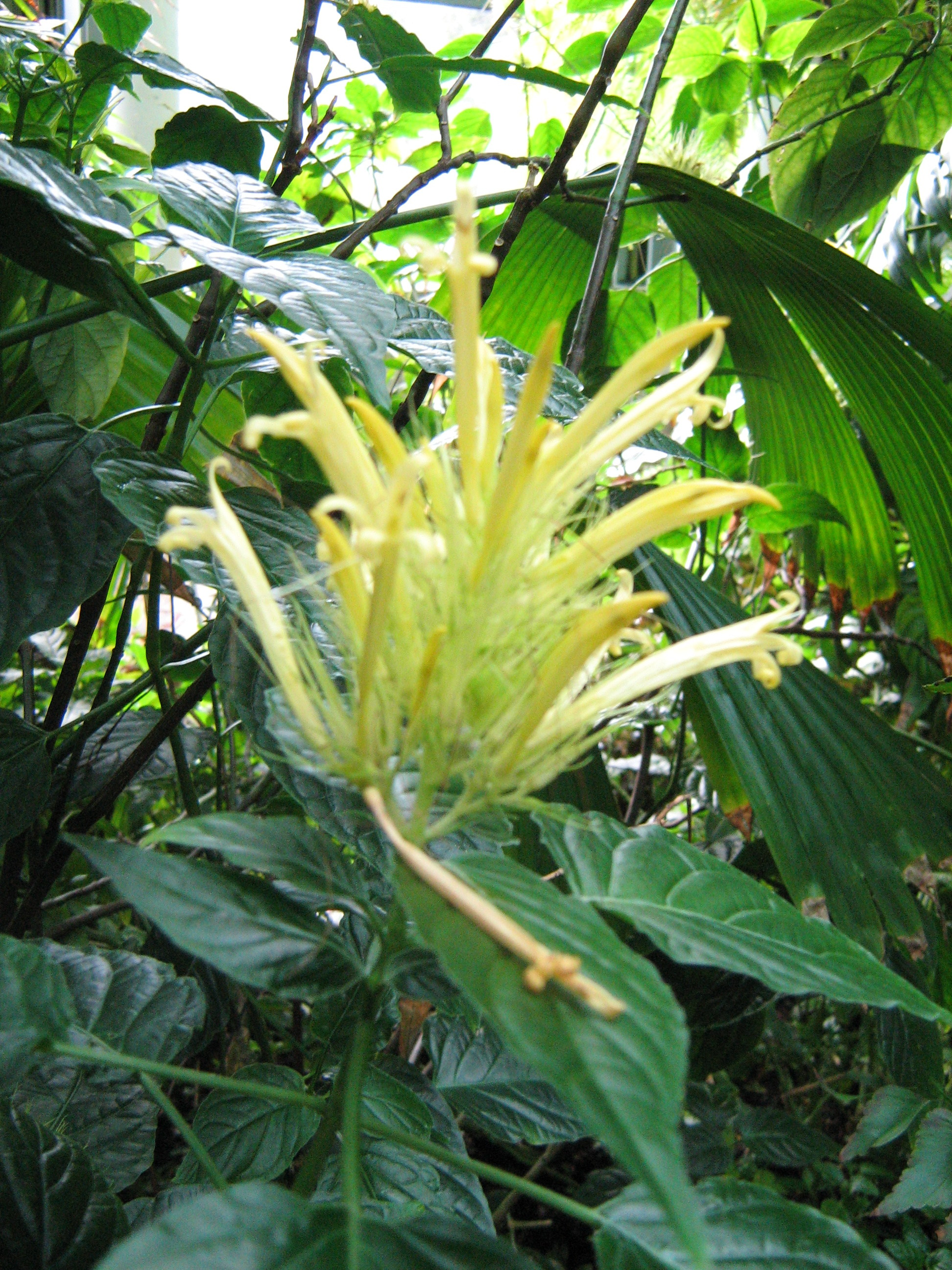
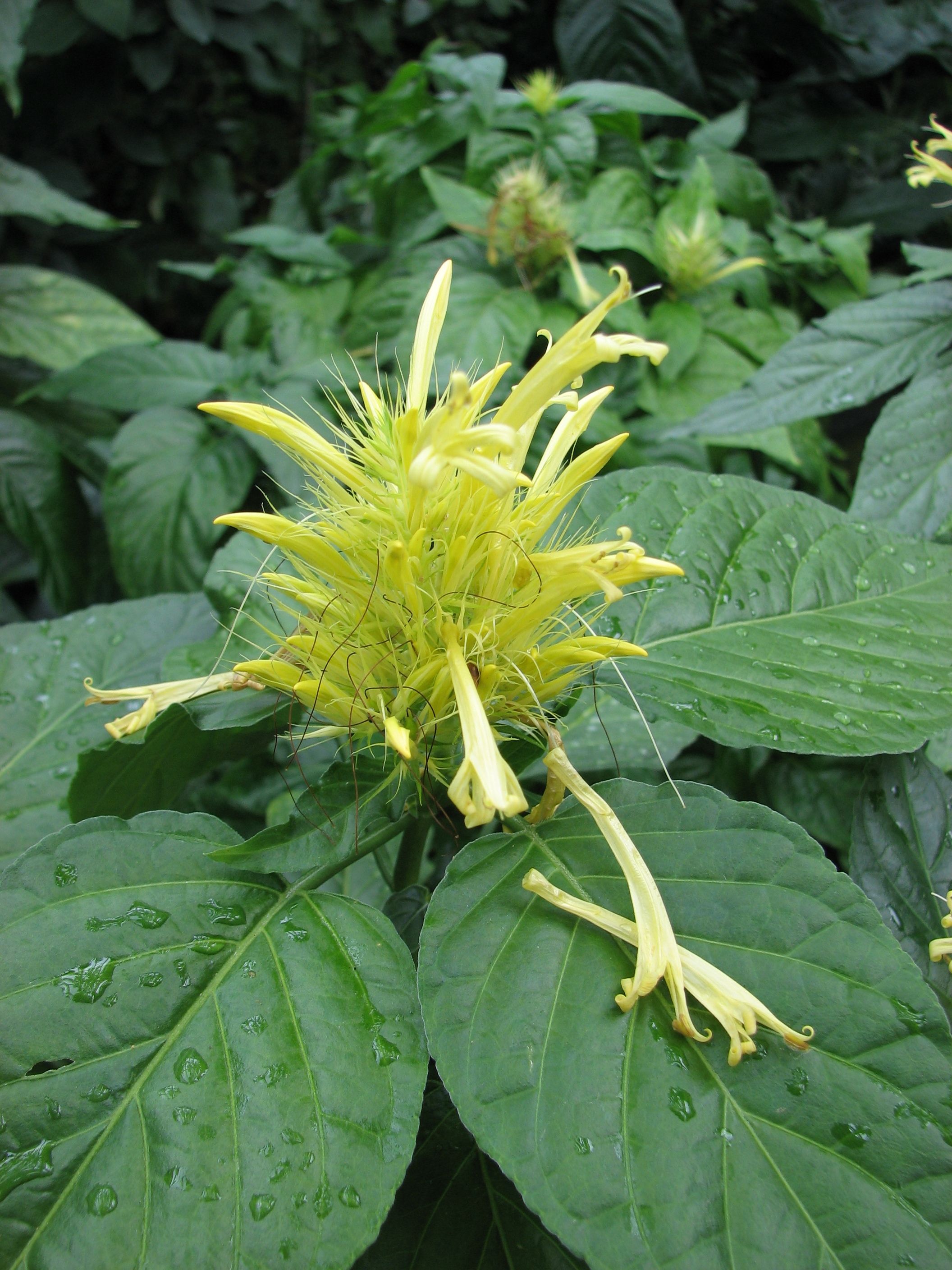
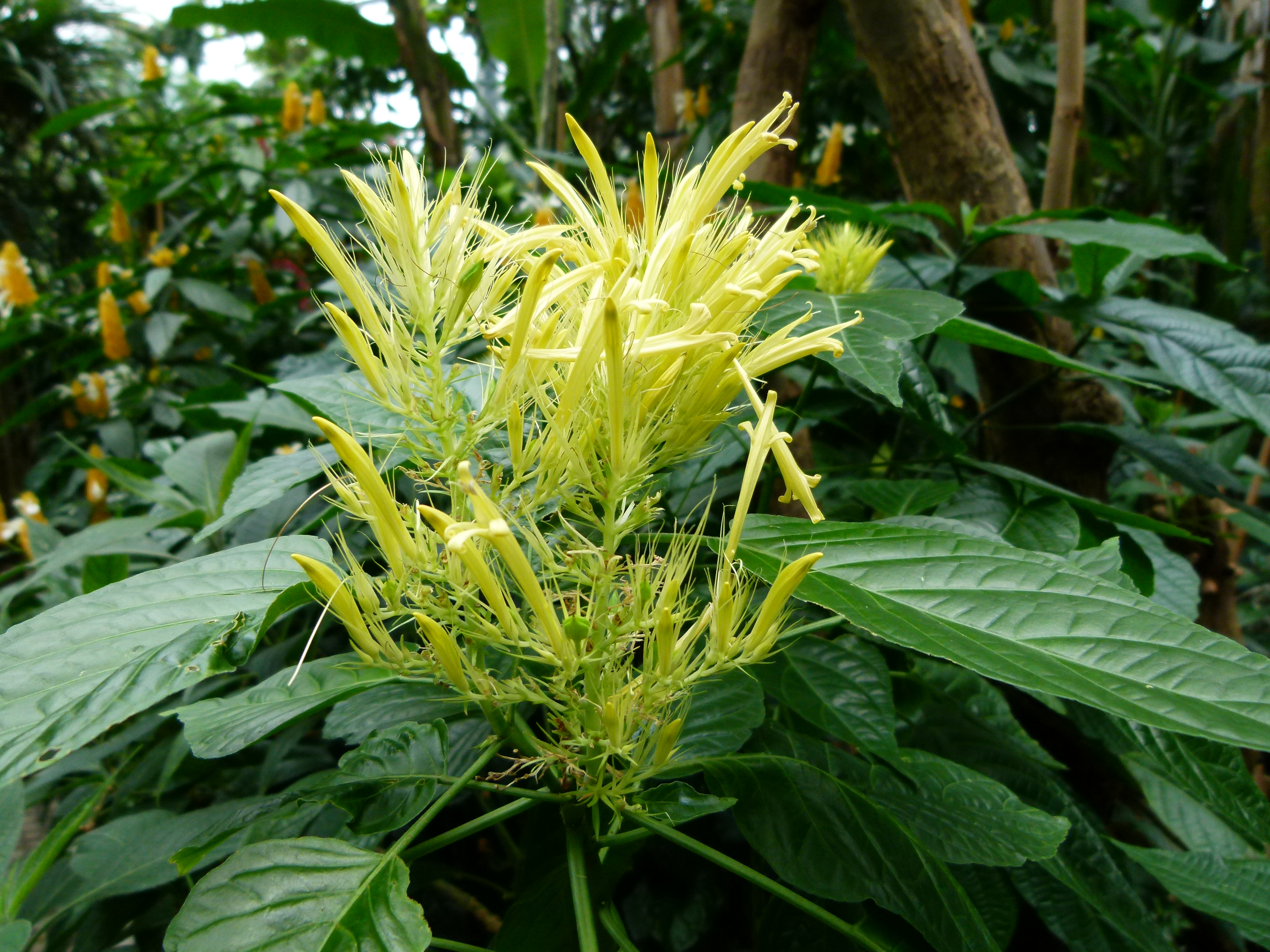
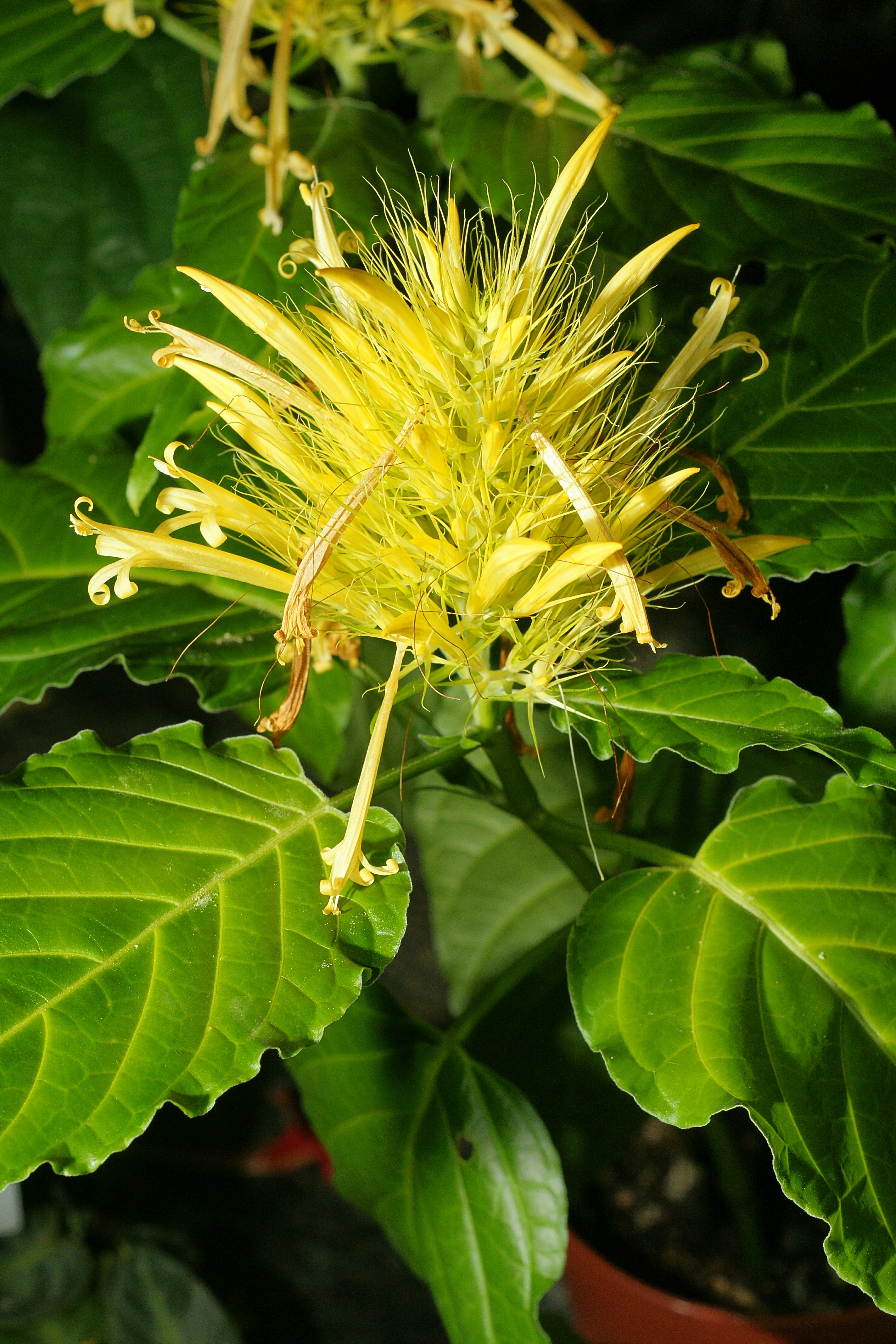
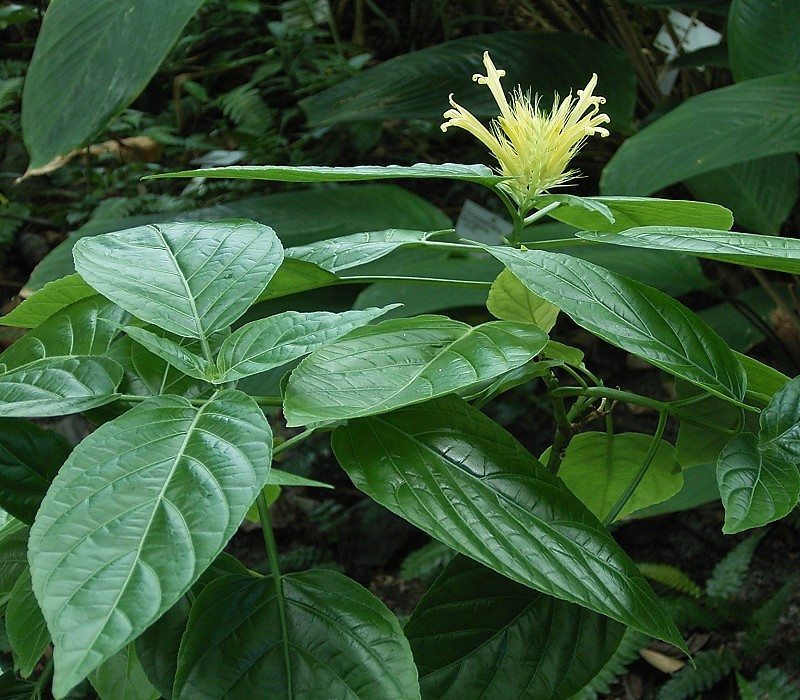
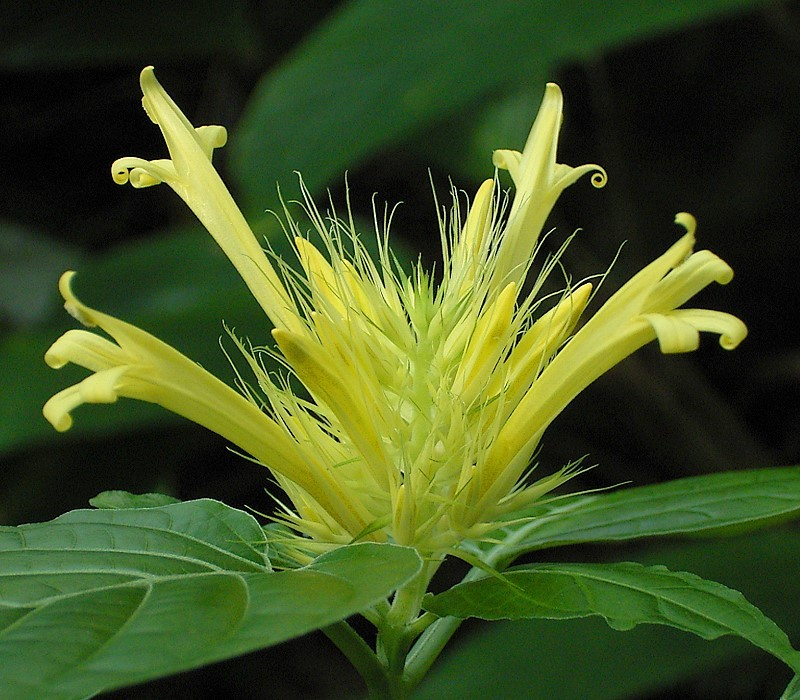